# Marian Spychalski
Marian "Marek" Spychalski (6 de dezembro de 1906 – 7 de junho de 1980) foi um arquiteto polonês na Polônia pré-guerra e, mais tarde, comandante militar e político comunista. Durante a Segunda Guerra Mundial, ele pertenceu às forças clandestinas polonesas que operavam na Polônia e foi um dos líderes da Gwardia Ludowa, então Armia Ludowa.  Ele ocupou vários cargos políticos importantes durante a República Popular da Polônia, principalmente; Presidente do Conselho de Estado, prefeito de Varsóvia e ministro da Defesa.

## Biografia

### Início de carreira

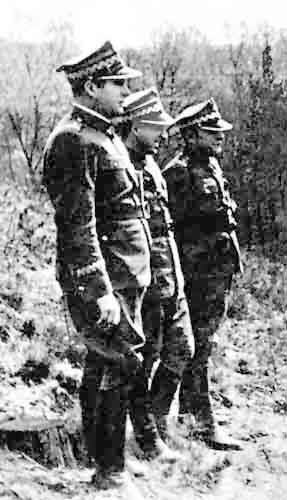
Spychalski (centro) com Świerczewski (à direita) e Rola-Żymierski, 1945

Nascido em uma família da classe trabalhadora em Łódź, Spychalski formou-se na Faculdade de Arquitetura da Universidade Técnica de Varsóvia em 1931. Nesse mesmo ano juntou-se ao KPP,  e manteve a sua filiação após a invasão nazi-soviética, quando em 1942 o KPP se tornou o Partido dos Trabalhadores Polacos, renomeado em 1948 como Partido Operário Unificado Polaco.  Antes da Segunda Guerra Mundial, praticou arquitetura e ganhou diversos concursos e prêmios nacionais e internacionais. 

### Segunda Guerra Mundial
Ele estava em Varsóvia durante a invasão alemã e só em dezembro de 1939 é que fugiu para Lemberg, onde sua esposa e filha já o esperavam. No entanto, a família permaneceu apenas brevemente em Lviv, ocupada pelos soviéticos, e regressou a Varsóvia em janeiro de 1940. Até 1942 ocupou oficialmente um cargo na administração da cidade de Varsóvia como arquiteto, mas também trabalhou ilegalmente e participou nas atividades da resistência polaca. No início, esteve envolvido na publicação de um boletim para um grupo de intelectuais comunistas e, a partir de 1941, tornou-se membro da organização Związek Walki Wyzwoleńczej (Liga Alemã da Luta de Libertação). A partir de 1942 foi temporariamente chefe do Estado-Maior do Armia Ludowa e a partir de 22 de julho de 1944 do Exército Popular Polonês. Ele também era membro do Partido dos Trabalhadores Poloneses desde sua fundação em 1942. 

### República Popular da Polônia
Após a Segunda Guerra Mundial, ocupou vários cargos no governo da Polónia, sendo um dos primeiros prefeito de Varsóvia (18 de setembro de 1944 - março de 1945), com a guerra ainda em andamento. Entre outros cargos, foi membro de longa data do parlamento, amigo próximo de Władysław Gomułka, e de 1945 a 1948 foi vice-ministro da Defesa e membro do Politburo do Partido Operário Unificado Polaco. 
Ele foi removido de seus cargos políticos restantes em 1949 e, em seguida, em 1950, preso como parte dos expurgos stalinistas dos social-democratas em 1949-1953,  onde foi acusado de tendências anti-soviéticas semelhantes ao titoísmo e ao nacionalismo de direita. Durante os seus interrogatórios, conduzidos em condições severas, ele confessou acusações como cooperação com a Gestapo e o Armia Krajowa durante a guerra.   Em 1951, ele compareceu a um julgamento encenado, onde foi instruído a prestar testemunho oficial (e falso) contra Gomułka.  Ele só foi libertado na libertação em massa de presos políticos em abril de 1956 e posteriormente reintegrado no Partido Operário Unificado Polaco.  
Com a reabilitação de Gomułka e o retorno ao poder em 1956, Spychalski tornou-se Ministro da Defesa polonês.  Em 1959 tornou-se novamente membro do Politburo e em 1963 foi promovido a Marechal de Campo. 

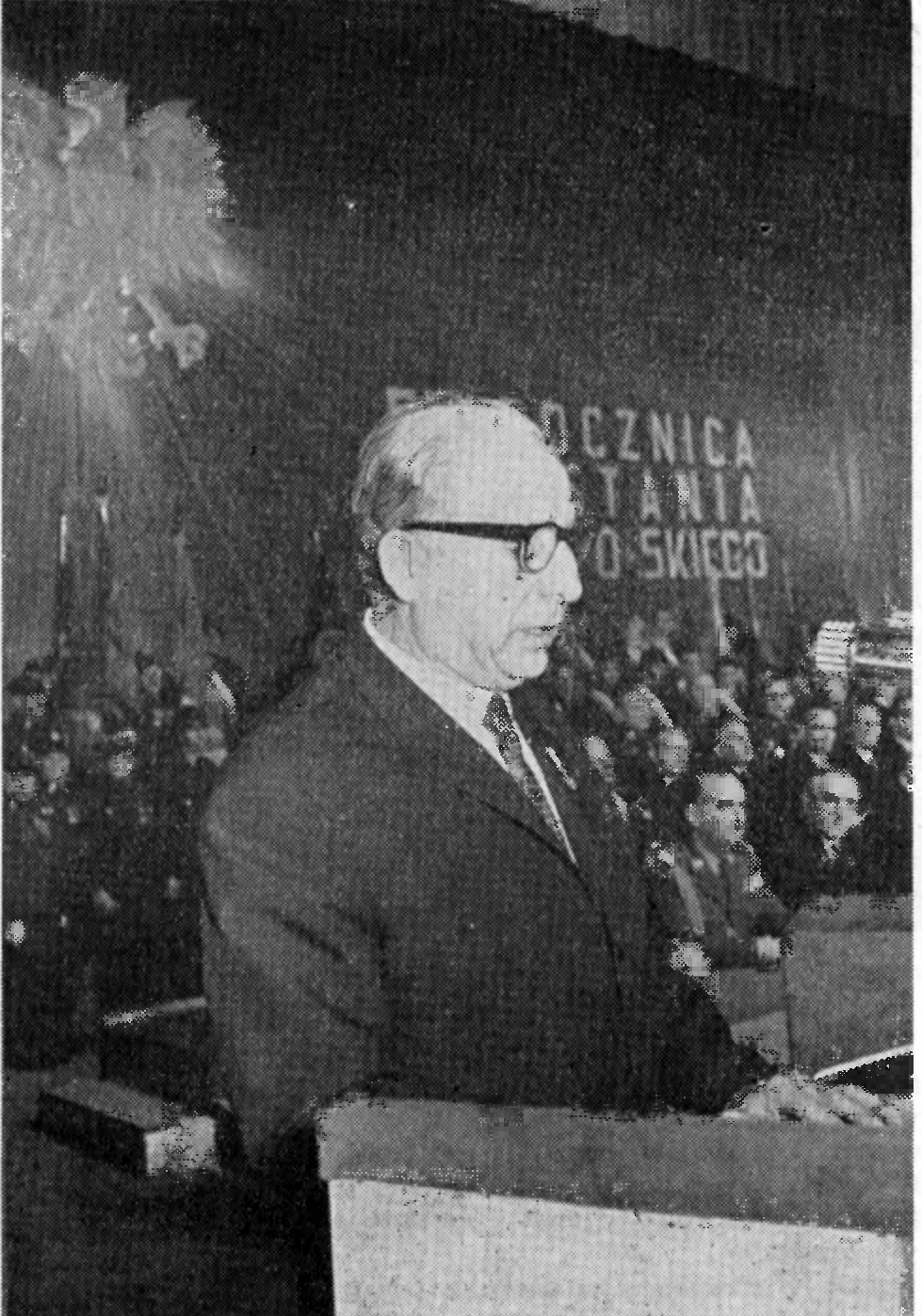
Presidente do Conselho de Estado, Marian Spychalski, discursando, 1968

Em 1968, durante o expurgo anti-sionista do exército, a pedido de Gomułka, ele deixou o exército polonês e seu cargo como Ministro da Defesa,   para assumir cargos civis como Presidente da Frente de Unidade Nacional,  e de 10 de abril de 1968 a 23 de dezembro de 1970 como Presidente do Conselho de Estado - o chefe de estado de facto da Polônia - sendo o Conselho a autoridade executiva de jure na República Popular,  embora alguns considerassem o cargo principalmente simbólico. 

#### Queda do poder
Como chefe de estado, Spychalski quase foi assassinado no aeroporto de Karachi, no Paquistão, em 1 de novembro de 1970, durante as cerimônias de boas-vindas. O Gettysburg Times informou que um fundamentalista islâmico anticomunista, Feroze Abdullah, dirigiu um caminhão em alta velocidade contra a delegação polonesa, errando por pouco o alvo pretendido, mas matando o vice-ministro das Relações Exteriores da Polônia, Zygfryd Wolniak (48) e três representantes paquistaneses, incluindo o vice-diretor do o Bureau de Inteligência, Chaudhri Mohammed Nazir, e dois fotógrafos. 
Spychalski perdeu seus cargos como associado próximo de Gomułka, quando Edward Gierek substituiu Gomułka como primeiro secretário do Partido dos Trabalhadores Unidos Polonês durante os protestos poloneses de 1970 em dezembro.  Spychalski aposentou-se e escreveu um livro de memórias em quatro volumes que agora está nos arquivos da Hoover Institution, na Califórnia.  Ele morreu em 7 de junho de 1980, deixando sua esposa Barbara, que também escreveu sobre ele. 

## Honras e condecorações

### Nacionais
| Prêmio ou condecoração | Prêmio ou condecoração                                                                  |
| ---------------------- | --------------------------------------------------------------------------------------- |
|                        | Cruz de Cavaleiro da Virtuti Militari                                                   |
|                        | Ordem dos Construtores da Polônia Popular (1961)                                        |
|                        | Cruz do Comandante com Estrela da Ordem da Polônia Restituta, também Cruz do Comandante |
|                        | Cruz de Grunwald, 2ª e 3ª Classes                                                       |
|                        | Ordem da Bandeira do Trabalho, 1ª Classe                                                |
|                        | Cruz Partisan (12 de junho de 1946)                                                     |
|                        | Medalha para Oder, Neisse e Báltico                                                     |
|                        | Medalha pela Participação na Batalha de Berlim                                          |
|                        | Medalha para Varsóvia 1939-1945                                                         |
|                        | Medalha da Vitória e Liberdade de 1945                                                  |
|                        | Medalha de Ouro “Ao Serviço das Forças Armadas da Pátria”                               |
|                        | Medalha de Ouro “Pela Contribuição Para a Defesa Nacional”                              |
|                        | Distintivo "Ativista Meritório ORMO"                                                    |

### Estrangeiras
| Prêmio ou condecoração | Prêmio ou condecoração                                                        | País            |
| ---------------------- | ----------------------------------------------------------------------------- | --------------- |
|                        | Medalha "Pela Captura de Berlim"                                              | União Soviética |
|                        | Ordem de Lenin (1968)                                                         | União Soviética |
|                        | Medalha "Pela Vitória Sobre a Alemanha na Grande Guerra Patriótica 1941-1945" | União Soviética |
|                        | Grã-Cruz da Ordem da Coroa                                                    | Bélgica         |
|                        | Grã-Cruz da Ordem da Rosa Branca                                              | Finlândia       |